# 亨施泰特-乌尔茨堡
亨施泰特-乌尔茨堡（德語：Henstedt-Ulzburg）是德国石勒苏益格-荷尔斯泰因州的一个市镇，属于塞格贝格县。总面积为39.47平方千米，截至2023年12月31日总人口为28,375人。